# مری الیزابت ویلسون شروود
مری الیزابت ویلسون شروود (به انگلیسی: Mary Elizabeth Wilson)
(زاده ۲۷ اکتبر ۱۸۲۶–درگذشته ۱۲ سپتامبر ۱۹۰۳) نویسنده آمریکایی بود.

## زندگی‌نامه
مری الیزابت (نام مستعار، "لیزی") ویلسون در کین، نیوهمپشایر، ۲۷ اکتبر ۱۸۲۶ متولد‌شد.  او سه برادر کوچکتر و سه خواهر کوچک داشت. 

## حرفه
در سال ۱۸۵۴، هنگامی که در واشینگتن دی سی زندگی می‌کرد، با جان شروود  وکیل شهر نیویورک در سال ۱۸۹۴ درگذشت ازدواج کرد. 
سرانجام در ۱۲ سپتامبر ۱۹۰۳ درگذشت.   